# پراکندگی اتم هلیوم
 پراکندگی اتم هلیوم (HAS) یک تکنیک تجزیه و تحلیل سطح است که در علوم مواد استفاده می‌شود. اطلاعات مربوط به ساختار سطح و دینامیک شبکهٔ یک ماده را با اندازه‌گیری اتم‌های پراش شده از یک پرتو هلیوم تک رنگی که روی نمونه اتفاق می‌افتد، فراهم می‌کند.

## تاریخچه
نخستین آزمایش انجام شده توسط پرتو ایکس در سال ۱۹۳۰ توسط استمن و استرن روی صورت کریستال لیتیوم فلوئورید تکمیل شد. این آزمایش، امکان‌سنجی پراش اتم را ایجاد کرد، زمانی که طول موج دبروگلای، λ از اتم‌های مضر به ترتیب فاصله بین اتمی مواد است. در آن زمان، محدودیت عمده ای برای حل آزمایش از این روش به علت گسترش سریع سرعت پرتو هلیوم بود. تا زمانی که توسعه منابع نازل فشار بالا قادر به تولید پرتوهای شدید و شدید تک رنگ در دهه ۱۹۷۰ است که محبوبیت برای بررسی ساختار سطح بود. علاقه به مطالعه برخورد گازهای رقیق شده با سطوح جامد به وسیلهٔ ارتباط با مسائل هوائی و فضا در آن زمان کمک می‌کرد. مطالعات زیادی در مورد ساختارهای خوب در الگوی پراش مواد با استفاده از پراکندگی اتم هلیوم در دهه ۱۹۷۰ منتشر شد. با این حال، تا زمانی که نسل سوم منابع پرتو نازل در حدود ۱۹۸۰ ایجاد نشد، مطالعات فونون‌های سطحی توسط پراکندگی اتم هلیوم انجام می‌شد. این منابع پرتو نازل توان تولید پرتوهای اتمی هلیم با رزولوشن انرژی کمتر از ۱ مگاوات را داشتند، و به این ترتیب امکان تغییرات بسیار کوچک انرژی حاصل از برخورد ناپیلی اتم هلیوم با حالت‌های ارتعاشی یک سطح جامد را حل کرد. حالا می‌توان از آن استفاده کرد تا دینامیک شبکه را بررسی کند. اولین اندازه‌گیری چنین منحنی پراکنش فونون سطحی در سال ۱۹۸۱ گزارش شد، منجر به علاقه جدید به برنامه‌های پراکندگی اتم هلیوم، به ویژه برای مطالعه دینامیک سطح شد.

## اصول اساسی

### حساسیت سطح
به‌طور کلی، پیوند سطحی از پیوند در محدوده یک ماده متفاوت است. برای به درستی مدل‌سازی و توصیف ویژگی‌های سطح و خواص یک ماده، لازم است که مکانیزم‌های خاص پیوند در محل کار را درک کنید. برای انجام این کار، باید یک تکنیک را بکار برد که بتواند فقط سطح را بررسی کند، ما چنین تکنیکی را «حساس به سطح» می‌نامیم. بدین معنی که ذرات در حال مشاهده (اینکه الکترون، یک نوترونی یا یک اتم باشد) باید بتواند قابل دیدن (جمع‌آوری اطلاعات) از سطح باشد. اگر عمق نفوذ ذرات حادثه بیش از حد عمیق به نمونه باشد، اطلاعاتی که از نمونه برای تشخیص به وجود می‌آورد، نه تنها از سطح، بلکه از مواد فله خواهد بود. در حالی که تکنیک‌های متعددی وجود دارد که تنها چندین تک لایهٔ یک ماده را بررسی می‌کنند، مانند پراش الکترونی کم انرژی (LEED)، پراکندگی اتم هلیوم منحصر به فرد است و به هیچ وجه سطح نمونه را نفوذ نمی‌کند! در حقیقت، نقطه «چرخش» پراکندگی اتم هلیوم ۳–۴ آنگستروم بالاتر از سطح اتم‌های روی ماده است؛ بنابراین اطلاعاتی که در اتم هلیم پراکنده انجام می‌شود تنها از همان سطح نمونه می‌آید.
هلیم در انرژی‌های حرارتی می‌تواند به صورت کلاسیک به عنوان پراکندگی از یک دیواره پتانسیل سخت مدل‌سازی شود، با محل نقاط پراکندگی که یک سطح تراکم الکترون الکترون ثابت را نشان می‌دهد. از آن جایی که تک پراکندگی بر تعاملات سطح هلیوم غلبه می‌کند، سیگنال هلیم جمع‌آوری شده به راحتی بر روی ساختار سطح بدون عوارض در نظر گرفتن پدیده‌های مختلف پراکندگی الکترون (مانند LEED) اطلاعات می‌دهد.

### چرا از اتم‌های هلیوم استفاده کنیم؟
مزایای متعددی برای استفاده از اتم‌های هلیوم در مقایسه با اشعه ایکس، نوترون‌ها و الکترون‌ها وجود دارد که می‌توانند سطح را مطالعه کنند و ساختار و دینامیک آن را مطالعه کنند. همان‌طور که قبلاً ذکر شد، اتم‌های سبک هلیوم در انرژی حرارتی به مواد اصلی مورد مطالعه نفوذ نمی‌کنند. این بدان معنی است که علاوه بر حساسیت به سطح در کل بسیار حساس هستند، این بدین معناست که واقعاً به نمونه صدمه ای نمی‌رسانند. طول موج آن‌ها نیز به ترتیب فاصله بین اتمی مواد است، و آن‌ها را از نظر ذرات ایده‌آل می‌سنجند. از آنجایی که آن‌ها خنثی هستند، اتم‌های هلیوم به سطوح سطحی حساس هستند. اتم‌های هلیوم به عنوان گاز نجیب شیمیایی بی عیب و نقصی هستند. هنگامی که در انرژی حرارتی استفاده می‌شود، و همچنین در شرایط معمولی، پرتو اتمی هلیوم یک پروتو بی اثر است (شیمیایی، الکتریکی، مغناطیسی و مکانیکی). بنابراین قادر به مطالعه ساختار سطح و پویایی مواد متنوعی از جمله مواد با سطوح واکنشی یا متاستاز است. پرتو اتمی هلیوم حتی می‌تواند سطوح را در حضور میدان‌های الکترومغناطیسی و در شرایط فوق‌العاده خلاء بدون دخالت در فرایند مداوم بررسی کند. از این جهت، اتم‌های هلیوم می‌توانند برای اندازه‌گیری اسپری شدن یا انجماد مفید باشند و رسوبات لایه جاذب را جذب کنند. در نهایت، به دلیل اینکه اتم هلیم گرمایی دارای درجه آزادی چرخشی و ارتعاشی نیست و هیچ انتقال الکتریکی در دسترس نیست، تنها انرژی جنبشی انتقال دهنده و پرتو پراکنده باید به منظور استخراج اطلاعات در مورد سطح تجزیه و تحلیل شود.

## ابزار دقیق
بررسی طرح کلی از یک آزمایش تجربی پراکندگی اتم هلیم است. این دستگاه شامل یک منبع پرتو نازل، یک محفظه پراکندگی خلاء بسیار بالا با یک دستگیره بلوری و یک اتاق آشکارساز است. هر سیستم می‌تواند تنظیم خاصی داشته باشد، اما اکثراً این ساختار اساسی را دارند.

### منبع پرتو نازل
پرتو اتمی هلیم با انتشار انرژی بسیار باریک کمتر از ۱ مگاوات، از طریق گسترش آزاد آدیاباتیک هلیم با فشار حدود ۲۰۰ بار به یک محفظه کم خلاء از طریق یک نازل کوچک ایجاد می‌شود. بسته به محدوده دمایی سیستم، انرژی اتم هلیوم معمولی می‌تواند ۵ تا ۲۰۰ مگاوات باشد. دیافراگم مخروطی بین A و B به نام skimmer پخش‌کننده مرکزی پرتو هلیوم است. در این نقطه، اتم‌های پرتو هلیوم باید با سرعت تقریباً یکنواخت حرکت کنند. همچنین در بخش B شامل یک سیستم هلی کوپتر است که مسئول ایجاد پالس‌های پرتو مورد نیاز برای تولید زمان‌سنجی پرواز است که بعداً مورد بحث قرار می‌گیرد.